# Hans im Glück (Fernsehserie)/Episodenliste
Diese Episodenliste beinhaltet alle Episoden der deutschen Fernsehserie Hans im Glück von 1987, sortiert nach der deutschen Erstausstrahlung. Die Fernsehserie umfasst eine Staffel mit 8 Episoden.

## Episodentitel
Die Folgen haben keinen Titel, sondern werden – auch im Vorspann – lediglich mit der jeweiligen Nummer, z. B. „Folge 1“ benannt.

## Episodenliste
| Nr. | Originaltitel | Zusammenfassung | Erstausstrahlung | Gastdarsteller |
| --- | ------------- | --- | ---------------- | --- |
| 1   | Folge 1       | Hans Kroll hat wieder einmal verschlafen. Trotz einer waghalsigen Fahrt auf seinem Motorrad quer durch die Landshuter Altstadt kommt er erneut zu spät zur Schule und damit zu der Klassenarbeit, die er an diesem Tag gleich nach Schulbeginn hätte schreiben müssen. So kommt es zum Streit zwischen Hans und seinem Klassenlehrer Friesenhausen. Als es zwischen Hans und dem neuen Freund und seiner Ex-Freundin Carola zu einer Rauferei kommt, schickt Friesenhausen Hans zum Direktor. Der zeigt auch wenig Verständnis für Hans’ wiederholte Entgleisungen, ist aber nachsichtig und verweist den jungen Mann nicht von der Schule. Vor allem, weil die Privatschule bereits dessen letzte Chance auf einen Abschluss ist. Nachdem Hans und sein Freund Toni im Kino einen Martial-Arts-Film gesehen haben beschließen sie, sich in einer Kampfsportschule anzumelden. Ihre Hauptmotivation ist, durch Erlernen asiatischer Kampfkunst in Schlägereien einen Vorteil zu haben. Und so wollen sie beim örtlichen Taekwondo-Club an einem Probetraining teilnehmen. Herr Kroll ist von der Idee gar nicht begeistert, da sein Sohn vorher schon zu oft in Schlägereien verwickelt war und er mit „diesem Karate“ dann zusätzlich „eine Waffe in der Hand“ hätte. Frau Kroll hingegen glaubt, dass Hans bei einer körperlich anstrengenden Sportart seine überschüssige Energie abbauen kann und ruhiger wird. Als sich Hans mit seiner Clique in der örtlichen Eissporthalle zum Schlittschuhfahren trifft, begegnet ihm plötzlich Bettina und es ist Liebe auf den ersten Blick. | 3. März 1987     | Gert Burkard als Lehrer Friesenhausen, Dieter Augustin als Lehrer „Gandhi“, Erich Will als Direktor, Andrea Schober als Carola, sowie Karl Elßmann und Dieter Brammer                                                                      |
| 2   | Folge 2       | Beim erneuten Probetraining im Taekwondo-Club werden Toni die ständig wiederkehrenden, theoretischen Übungen zu langweilig. Hans hingegen beweist Talent und Trainer Robert bietet ihm früh eine Teilnahme in der Kampfmannschaft an. Hans und Toni sind sich aber einig, was ihre Zukunftsaussichten im Arbeitsleben betrifft. Die hohe Jugendarbeitslosigkeit beschäftigt auch die beiden jungen Männer. Während sich Toni bereits bei einem Immobilienmakler und einer Bank beworben und als dritte Option eine Lehre als Optiker hat, weiß Hans noch überhaupt nicht, was er mit seinem Leben nach dem Schulabschluss anfangen möchte. Vor allem hat er Angst, sich vierzig Jahre an einen Beruf zu binden, den er gar nicht machen möchte. Zuerst steht aber das erste Rendezvous mit Bettina an. Sie treffen sich zum Sonnenuntergang auf der Burg Trausnitz über den Dächern der Stadt und besuchen dann Hans’ Stammdiskothek zum Tanzen. Da Hans noch bei seinen Eltern wohnt, verbringen sie gemeinsam die Nacht in Bettinas „Ausweichwohnung“. Die Überraschung ist groß, als am nächsten Morgen plötzlich Wilfried Peters in der Wohnung steht. Dieser fällt aus allen Wolken, als Bettina ihn Hans als ihren ehemaligen Verlobten vorstellt. Als Wilfried Hans unterstellt, dieser sei ein Callboy und ihn einen Proleten nennt, geht Hans auf ihn los. Obwohl Hans oft so müde ist, dass er in der Schule einschläft und ihm seine Eltern mit dem Schulabschluss und seinem noch nicht geäußerten Berufswunsch im Nacken sitzen, hat er seinen Humor nicht verloren. Deshalb spielt er zum Leidwesen seines Klassenlehrers immer noch den Klassenclown. Bei einem gemeinsamen Nachmittag erfährt Hans von Bettina, dass ihrem Vater die Steindl-Werke gehören, einem großen Gebäck- und Schokoladefabrikanten der Stadt. | 10. März 1987    | Dieter Augustin als Lehrer „Gandhi“, Ralf Maria Beils als Nachbar Buchner und Gert Burkard als Lehrer Friesenhausen |
| 3   | Folge 3       | Wilfried kann sich nicht damit abfinden, dass sich Bettina von ihm getrennt hat. Vor allem aber will er weiterhin in der Firma von Bettinas Vater in der Werbeabteilung arbeiten. Bettina erzählt Hans inzwischen, dass sie für einige Zeit nach Lanzarote fliegt, um ihre Mutter dort zu besuchen. Hans würde sie gern begleiten, muss jedoch zuerst seinen Schulabschluss zu machen. Außerdem steht die auch noch die erste Gürtelprüfung im Taekwondo auf dem Programm. Wie versprochen kommt auch Hans’ Clique als Zuschauer zur Prüfung, Toni jedoch nur widerwillig. Weil in der Schule die Abschlussprüfungen vor der Tür stehen, kann er das Wort „Prüfung“ nicht mehr hören. Zudem sind seine schlechten Erfahrungen mit Taekwondo immer noch ein Thema für ihn. Als Hans während der Mathematikprüfung schon am Rande der Verzweiflung ist, erweist sich sein Freund Toni als Retter in der Not. Dieser befestigt mit einem Kaugummi einen großen Spickzettel an seinem Rücken, damit der hinter ihm sitzende Hans auch abschreiben kann. Und so bestehen beide die Prüfung und schaffen ihren Abschluss. Auch der Rest der Clique – mit Ausnahme von Paul und Babsi – kann die Schule mit einem Abschlusszeugnis in der Tasche verlassen. Die Abschlussfeier wird feucht-fröhlich und Hans und Toni sind die letzten Gäste, die schließlich von der Wirtin Irmi hinausgeworfen werden. Beim „Frühstück“, das für Hans erst gegen Mittag stattfindet, überreicht ihm seine Mutter das Kuvert, das ihr Bettina vor ihrer Abreise nach Lanzarote abgegeben hat. Darin findet Hans ein Flugticket als Belohnung für die bestandene Prüfung – oder als Trostpflaster, falls er nicht bestanden hätte. Nach einer ausgelassenen Feier mit der Clique am Ufer der Isar, bei der sie ihre alten Schulbücher und Schulhefte im Lagerfeuer verbrennen, bricht Hans am nächsten Tag nach Lanzarote auf. Dort angekommen, erwartet ihn Jean-Paul um ihn zu Bettina und ihrer Mutter zu bringen. Jedoch nicht mit dem Rolls-Royce, an dem er lässig lehnt. Und so geht es mit einem Tandem zwei Stunden lang durch die karge Landschaft der Insel. | 17. März 1987    | Dieter Augustin als Lehrer „Gandhi“, Gert Burkard als Lehrer Friesenhausen, Gabriele Kastner als Lehrer Gandhis Partnerin, Dietmar Mössmer als zweiter Taekwondo-Prüfer, sowie Martin Abram, Fritz Keller und Peter Kiung                  |
| 4   | Folge 4       | Hans und Bettina verbringen eine schöne Zeit auf Lanzarote. Bei einem romantischen Lagerfeuer am Strand gestehen sie sich gegenseitig ihre Liebe. Doch die Heimat ruft, denn Hans hat endlich doch eine Anstellung gefunden. Und so geht es für die beiden zurück ins verregnete Landshut, wo sie gemeinsam dauerhaft in die „Ausweichwohnung“ der Familie Steindl einziehen. Hans ist enttäuscht, dass er zwar eine Arbeit, aber keine Ausbildungsstelle bekommen hat. Obendrein ist ihm die Arbeit in der Kunststoffherstellung zu eintönig. Bei seinem Freund Toni läuft auch nicht alles nach Plan, denn nach einem One-Night-Stand steht nun eine Vaterschaft ins Haus. Als Hans seine erste Gehaltsabrechnung bekommt, fällt er aus allen Wolken. Er hatte fest damit gerechnet, 1800 DM für seine Arbeit zu bekommen. Es gefällt ihm nicht, dass dies das Bruttogehalt ist und ihm davon nur gut 1200 DM bleiben. Nach einer lautstarken Auseinandersetzung mit seinem Vorgesetzten kündigt er kurzerhand die Stelle. Für das erste Kennenlernen mit Bettinas Eltern steckt Frau Kroll ihren Sohn in einen neuen, weißen Anzug. Sehr wohl fühlt sich Hans in der Steifen Atmosphäre im Hause Steindl nicht, vor allem nicht als Bettinas Schwiegermutter ihm anzügliche Komplimente macht und den plötzlich auftauchenden Wilfried gegen Bettina und Herrn Steindl verteidigt. Nach einer verbalen Auseinandersetzung mit Wilfried verlässt Hans – der sich bei Familie Steindl lächerlich und wie eine „Sehenswürdigkeit“ fühlt – das Haus. Bei Bettinas Vater und vor allem bei ihrem Großvater, dem „Keks“, hat Hans jedoch mit seiner ehrlichen und bodenständigen Art Eindruck gemacht und deshalb bekommt er von Bettinas Vater eine Stelle in der Firma Steindl angeboten. Und Hans ist auch „im Glück“, als er nach einem gewagten Sprung mit seinem Motorrad zwar schwer verunfallt, aber unverletzt bleibt. | 24. März 1987    | Claudia Golling als Buchhalterin, Tessie Tellmann als Fräulein Schmidt, Dieter Traier als Herr Weber, Gisela Fiori als Frau Schmalzinger, Franziska Stömmer als Frau Moser, sowie Reiner Scheibe als Bekleidungsverkäufer und Haci Erdogan |
| 5   | Folge 5       | Hans nimmt Fahrstunden, um endlich den PKW-Führerschein zu machen. Leider fährt er mit dem Auto ähnlich rasant, wie vorher mit dem Motorrad. Sein Fahrlehrer Kühn hat ernste Zweifel, ob Hans mit den wenigen Fahrstunden die Prüfung besteht. Doch beim Sehtest hat Hans wieder Glück. Trotz einer Amblyopie wird er zum Führerschein zugelassen. Ein passendes Fahrzeug hat er auch schon bei einem Gebrauchtwagenhändler entdeckt. Währenddessen entwickelt sich zwischen Elvira und Wilfried, der immer noch im Haus der Steindls seine Wohnung hat, eine handfeste Affäre. Als der Tag der Führerscheinprüfung gekommen ist, hat sich der Prüfer den Magen verdorben und die drei Prüflinge vor Hans haben ihre Prüfung nicht bestanden. Als es dem Prüfer immer schlechter geht, bleibt Hans kurzerhand im Haltverbot stehen. Der Prüfer flüchtet sich in ein Gebüsch in einer Parkanlage und muss sich mehrmals übergeben. Der Fahrlehrer sieht den nächsten seiner Schüler durch die Prüfung fallen, doch Hans hat wieder einmal Glück. Der Prüfer bedankt sich bei Hans für die Hilfe und überreicht ihm den Führersein. Als Herr Steindl Wilfried darüber Informiert, dass Hans in der Firma im Büro anfangen wird, setzt Bettinas Ex-Freund alles daran, seinem Chef diese Idee auszureden. Herr Steindl ist jedoch von Wilfrieds aggressiver Art nicht erfreut und beendet das Gespräch. Nach einem Saufgelage trifft dieser auf zwei Rocker, denen er 300 DM anbietet, wenn diese Hans zusammenschlagen. Die beiden lauern Hans nach dem Taekwondo-Training auf, am Ende sind es jedoch die Rocker, die ordentlich Prügel beziehen da Hans sich mittels der asiatischen Kampfkunst zu wehren weiß. Die Rocker entschuldigen sich und verraten ihm, dass sie dafür bezahlt wurden, ihn zusammenzuschlagen. Am nächsten Tag muss sich Hans im Kreiswehrersatzamt in Landshut einfinden. Dort soll er für den anstehenden Wehrdienst gemustert werden. Wieder ist das Glück ihm hold, denn durch seine Amblyopie entscheidet der Arzt, dass er wehruntauglich ist und Hans nicht zur Bundeswehr muss. Toni hingegen will zur Bundeswehr. Er hofft, dass seine Freundin das Kind nicht alleine aufziehen will und doch noch eine Abtreibung vornehmen lässt. Dass sich Hans an Wilfried für die Aktion mit den Rockern auf seine Weise gerächt hat, gefällt Bettina gar nicht. Denn Hans hat nach seinem ersten Arbeitstag bei Steindl Wilfried gemeinsam mit Toni aufgelauert und ihn außerhalb der Stadt in den stinkenden Abwasserteich einer Kiesgrube geworfen. | 31. März 1987    | Willy Schultes als Fahrlehrer Kühn, Peter Hart, Clemens Neuwirth, Volker Prechtel als Fahrprüfer Triftlinger, Hans Günter Dietz und Claus Peter Seifert                                                                                    |
| 6   | Folge 6       | Nach dem Streit mit Bettina hat Hans bei Toni auf einer Luftmatratze übernachtet. In der Arbeit gehen sie sich aus dem Weg und so setzt sich Wilfried in der Kantine zu seiner Ex-Freundin an den Tisch. Als Bettina sich bei Wilfried für Hans’ „Brutalitäten“ entschuldigt, meint dieser nur beiläufig, dass die beiden Jungs Hans nur einen kleinen Schrecken einjagen sollten. Bettina fällt aus allen Wolken, denn Hans hat mit keinem Wort erwähnt, dass Wilfried ihm zwei Schläger geschickt hat und die Aktion mit dem Abwasserteich nur eine Revanche war. Als sich Bettina bei Hans entschuldigen will, sucht sie ihn vergeblich bei seinen Eltern. Die wussten auch von nichts, schlagen Bettina aber vor, gemeinsam eine Überraschungsparty für Hans’ Geburtstag zu arrangieren. Als Hans am Abend zu seinen Eltern kommt, fällt er angesichts der Überraschungsparty aus allen Wolken. Auf Bettinas Initiative hin ist auch die alte Clique gekommen. Beim Tanzen auf der Terrasse sprechen sich Hans und Bettina aus und versöhnen sich. Am nächsten Morgen präsentiert Bettina ihr Geburtstagsgeschenk: Der alte Volvo, der Hans beim Gebrauchtwagenhändler schon so gut gefallen hatte. Trainer Hassler hat einen koreanischen Taekwando-Meister eingeladen, um vor Ort bei der Verfeinerung des Taekwando-Stils zu helfen. In dem Lehrgang soll Meister Kim vor allem die traditionelle Technik vermitteln. Der Lehrgang besteht aber nur darin, dass die Clubmitglieder im Kampf mit dem Meister scheitern. Auch Hans versucht vorerst vergeblich sein Glück, bis er – eher zufällig und nicht ganz regelkonform – den Meister mit dem Ellenbogengelenk im Gesicht trifft. Dieser ist jedoch nicht böse, sondern bewundert Hans für seinen guten Blick und seine schnelle Reaktion. Unterdessen kommt es zur Aussprache zwischen Herrn Steindl und Elvira. Nachdem sie ihr Verhältnis mit einem anderen Mann zugegeben hat, stellt sie ihr Mann vor die Wahl es zu beenden oder sich scheiden zu lassen. | 7. Apr. 1987     | Gisela Fiori als Frau Schmalzinger, Franziska Stömmer als Frau Moser, Georg Einerdinger als Polizist, Fred Stillkrauth als Gustl und Kim Man Kuem als Meister Kim                                                                          |
| 7   | Folge 7       | Bettina will nicht mehr ohne Hans sein und macht ihm einen Heiratsantrag, den er natürlich nicht ablehnen kann. Anders als im Privatleben läuft es für Hans in der Arbeit ganz und gar nicht nach Plan. Nachdem Bettina vor der Belegschaft ihre Beziehung öffentlich gemacht hat, ist Hans direkte Vorgesetzte Frau Stengel noch schlechter auf den jungen Mann und seine auf Effizienz ausgerichtete Arbeitsweise zu sprechen. Hans sucht wie immer einen Sinn hinter seiner Arbeit, wogegen Frau Stengel es nicht leiden kann, dass Hans alles hinterfragt und eigene Entscheidungen trifft. Als Frau Stengel sich nicht mehr zu helfen weiß und Hans vorwirft, er nehme sich wegen seiner Beziehung zu Bettina zu viele Freiheiten heraus reicht es Hans. Er spricht Frau Stengel gegenüber seine Kündigung aus und verlässt sofort seinen Arbeitsplatz. Auf dem Gang trifft er auf Bettina. Die nimmt die Neuigkeiten jedoch gut auf, denn sie mag Hans’ verrückte Art. In der Zwischenzeit wollen es Vater Steindl und Elvira noch einmal miteinander versuchen. Am Abend begleitet Hans seine Freundin Bettina und Carmen ins Fitnessstudio, wo er sofort Gefallen am Training findet. Im Hause Kroll werden die Heiratspläne bei weitem nicht so gut aufgenommen wie bei Steindls. Prompt kommt es zum Streit zwischen Hans und seinem Vater. Leider ist es auch Hans bewusst, dass er finanziell nichts in die Ehe einbringt, vor allem als Bettina in München teure Eheringe kauft und ihn noch in ein teures Restaurant einlädt. Als Hans zufällig erfährt, dass Iwan eine Vertretung für sein Fitnessstudio sucht, sagt Hans spontan zu. | 14. Apr. 1987    | Bernd Helfrich als Dieter, Uwe Fellensiek als Iwan, Maria Singer als Oma Moser, Martin Halm als Alexander, Peter Böhlke als Juwelier und Tessie Tellmann als Fräulein Schmidt                                                              |
| 8   | Folge 8       | Die Hochzeitsvorbereitung ist in vollem Gange und statt auf ihren Großvater zu hören und in kleinem Rahmen zu heiraten, lädt Bettina in Rücksicht auf ihren Vater die ganze Verwandtschaft ein. Sie staunt nicht schlecht, als sie bei der Rückkehr in ihre Wohnung die Türe offen steht und sie Wilfried im Wohnzimmer sitzen sieht. Der hat immer noch einen Zweitschlüssel und stellt Bettina ein weiteres Mal zu ihrer gescheiterten Beziehung zur Rede. Derweil fährt Hans mit Toni nach München, um Junggesellenabschied zu feiern. Der Besuch in der Table-Dance-Bar erweist sich als Reinfall, vor allem als „Mademoiselle Michelle“ auf die Bühne tritt. Toni und Hans erkennen in ihr ehemalige Mitschülerin Ines und verlassen fluchtartig das Lokal. Anschließend ziehen sie durch die Bars und Spielhallen, bis sie die Nacht im Morgengrauen an der Isar bei der Wittelsbacherbrücke ausklingen lassen. Sie werden sentimental und stellen fest, dass nichts mehr so ist, wie es früher war und dass sich in den wenigen Monaten seit dem Ende ihrer Schulzeit sehr viel verändert hat. Als Hans mit anhören muss, wie die Kollegen beim Taekwondo hinter seinem Rücken über ihn und die „gute Partie“ Bettina lästern, platzt ihm der Kragen. Während er und Bettina weiterhin auf einer Wellenlänge sind, stellt er seine Zukunft als „Bestandteil der Firma Steindl“ mehr und mehr in Frage. Und als ihm Dieter auf der Hochzeit erzählt, dass Vater Steindl Iwan das Fitnessstudio als Hochzeitsgeschenk für Hans abgekauft hat, wird es Hans zu viel. Der alte Keks hat ein schlechtes Gewissen, denn sein Sohn hat das Studio gekauft, nachdem der Keks Hans dort besucht und gesehen hat, wie viel Begeisterung Bettinas Bräutigam für das Studio hat. Hans beschließt, die Hochzeit zu verschieben, bis er auf eigenen Beinen steht und niemand mehr etwas beweisen muss. Bettinas Sorgen um die Gäste entkräftet der Keks, denn er ist der Meinung, nicht das Brautpaar, sondern die „Fresserei“ sei das Wichtigste bei einer Hochzeit. Und so machen sich Hans und Bettina klammheimlich aus dem Staub, während die Gesellschaft ohne das Brautpaar und ohne Hochzeit feiert. | 21. Apr. 1987    | Bernd Helfrich als Dieter, Maria Singer als Oma Moser, Martin Halm als Alexander, Ulrich Beiger als Herrenschneider und Katharina Welser                                                                                                   |